# Церковь Преподобного Серафима Саровского (Казань)
Церковь Преподобного Серафима Саровского — храмовый комплекс Казанской епархии Татарстанской митрополии Русской православной церкви. Фактически состоит из двух церквей — церкви Преподобного Серафима Саровского (главного храма комплекса) и церкви иконы Божией Матери «Умиление».

## Территориальное расположение
Церкви Преподобного Серафима Саровского и иконы Божией Матери «Умиление» находятся в Приволжском районе Казани, на пересечении улиц Юлиуса Фучика и Сафиуллина, в жилом районе Горки (отсюда происходит второй вариант названия этих храмов — церковь Серафима Саровского в Горках и церковь иконы Божией Матери «Умиление» в Горках).

## Архитектура
Проект храмового комплекса разработан казанским архитектором Алексеем Спориусом (1929—1999). Комплекс состоит из двух церквей, соединённых между собой зданием воскресной школы и библиотеки, образуя единое архитектурное сооружение в стиле эклектики.
Главный храм — церковь в честь Преподобного Серафима Саровского. Это пятикупольная постройка с трапезной и трёхъярусной колокольней. Западный фасад представляет собой портик с шестью колоннами на высоком цоколе, увенчанный главкой. Боковые фасады имеют портики с четырьмя колоннами.
Церковь иконы Божией Матери «Умиление» — это четверик со срезанными углами, перекрытый куполом с главкой, с трапезной и трёхъярусной колокольней. Западный фасад — тот же портик на высоком цоколе, увенчанный главкой, но с четырьмя колоннами. В таком же стиле, но без главок, оформлены портики на боковых фасадах.
- Церковь преподобного Серафима Саровского (справа) и церковь иконы Божией Матери «Умиление»
- Колокольня церкви преподобного Серафима Саровского
- Церковь преподобного Серафима Саровского: боковой фасад
- Церковь иконы Божией Матери «Умиление»

## История
Церкви в честь Преподобного Серафима Саровского и иконы Божией Матери «Умиление» — первый и пока единственный православный храмовый комплекс на территории жилого района Горки.

### Строительство храмового комплекса (1999—2006)
Согласно воспоминаниям первого настоятеля прихода Преподобного Серафима Саровского протоиерея Дмитрия Салкова, с инициативой строительства храмового комплекса в жилом районе Горки выступило руководство Казанской епархии Русской православной церкви. Эта идея была поддержана главой администрации Приволжского района Казани В. С. Маркеловым, который, в свою очередь, обратился с просьбой об оказании помощи к генеральному директору производственного объединения «Теплоконтроль» В. К. Кулагину (1937—2004).
По словам дочери В. К. Кулагина, именно её отец стал инициатором строительства православного храма на Горках.

#### Церковь иконы Божией Матери «Умиление»
Строительство храмового комплекса началось с возведения в 1999 году церкви иконы Божией Матери «Умиление». Работы начались в апреле, в августе был водружён купол, в сентябре уложили кровлю над трапезной, а в конце ноября церковь была освящена. Финансирование работ осуществлялось производственным объединением «Теплоконтроль», сотрудники которого вели и строительство. Архитектурный проект всего храмового комплекса был разработан А. А. Спориусом на безвозмездной основе.
Супруга архитектора Л. Е. Спориус вспоминала, как её муж разрабатывал проект и контролировал ход строительных работ:

Он был бессребреником и много сделал бесплатно. Чертил по ночам вручную, а утром прибегали рабочие и буквально из рук выхватывали чертежи, потому что срочно нужно было строить. Он и сам ездил на стройку, контролировал. Отец Дмитрий, став настоятелем строящегося храма, стал приезжать к Алексею Андреевичу для обсуждения текущего проекта… 
И вот, когда стены храма «Умиления» уже стояли, а под воскресную школу были только сваи забиты, нужно было храм покрывать большим куполом 10×10 м. Долго решали, каким способом этот купол посадить: то ли вертолётом, но тогда возникала сложность ровной посадки, то ли искать подъёмный кран со стрелой. Один такой стометровый был в Казани, но он всё время был занят. Наконец, дождались его, и Алексей Андреевич со своим фотоаппаратом примчался на стройку, чтобы наблюдать установку и запечатлеть на плёнку.— Спориус Л. Е.
27 ноября 1999 года церковь иконы Божией Матери «Умиление» была освящена архиепископом Казанским и Татарстанским Анастасием.

#### Церковь Преподобного Серафима Саровского
В 2000 году началось строительство главного храма — церкви Преподобного Серафима Саровского. Так как его возведение велось на средства прихожан, строительные работы шли медленно. В 2004 году к финансированию подключился казанский Акционерный банк «Заречье», благодаря чему к концу 2005 года все отделочные работы завершились. 14 января 2006 года церковь Преподобного Серафима Саровского была освящена.

## Святыни церкви
Главной святыней церкви является образ Преподобного Серафима Саровского с частицей его мощей, находящийся в храме фактически с момента его открытия.
В ноябре 2021 года храму передан ковчег с мощами Дивеевских святых.

## Приход
Церкви Преподобного Серафима Саровского и иконы Божией Матери «Умиление» составляют единый приход Преподобного Серафима Саровского. Он возник летом 1999 года и в первое время назывался приходом «Умиление» — по названию строившейся церкви иконы Божией Матери «Умиление» — первого храма комплекса. Позже приход переименовали в честь Преподобного Серафима Саровского — по названию главного храма комплекса, однако первое название также продолжает активно использоваться.
Первым настоятелем прихода стал протоиерей Дмитрий Салков (с июня 1999 года — в качестве исполняющего обязанности, с ноября 1999 года — официально), руководивший им более 20 лет. При нём храмовый комплекс был полностью построен, а деятельность прихода обрела полноценное развитие.
В 2000 году при приходе была открыта воскресная школа, разместившаяся в специально построенном для неё помещении. В 2019 году в школе обучалось около 280 детей, представителей молодёжи и взрослых. Обучение вели около 30 преподавателей по нескольким направлениям: основное — религиозно-образовательное, дополнительные — музыкально-хореографическое, театральное и декоративно-прикладное.
В 2018 году приходу Преподобного Серафима Саровского для расширения воскресной школы был передан заброшенный двухэтажный пристрой к многоквартирному дому (ул. Кул Гали, 10), расположенному по соседству от православного комплекса. По завершении реконструкции в 2021 году, здесь в январе 2022 года заработал Центр духовного и творческого развития прихода храма Серафима Саровского.
При приходе Преподобного Серафима Саровского также функционирует библиотека — одна из крупных православных библиотек Казани. В 2019 году её фонд насчитывал около 11 000 книг, в том числе издания XIX века, а общее количество читателей составило 2865 человек.
В июне 2017 года приходом был выпущен пробный номер приходской газеты «Серафимовский листок», которая с тех пор издаётся еженедельно тиражом 200 экземпляров.
13 декабря 2019 года митрополит Казанский и Татарстанский Феофан отстранил протоиерея Дмитрия Салкова с должности настоятеля прихода, назначив вместо него епископа Елабужского Иннокентия (Васецкого). Однако информация об этом решении получила публичную огласку только в январе 2020 года, вызвав недовольство части прихожан, поддерживавших прежнего настоятеля (всего в приходе на тот момент насчитывалось около 3 000 прихожан).
12 апреля 2020 года, в разгар режима самоизоляции из-за пандемии COVID-19, церковь Преподобного Серафима Саровского оказалась в центре внимания общественности и средств массовой информации по причине массового скопления верующих в Вербное воскресенье с нарушением требований социального дистанцирования. Этот факт, наряду с более ранним аналогичным нарушением в мечети «Казан Нуры» во время пятничного намаза, спровоцировал ужесточение мер по профилактике распространения COVID-19 в отношении религиозных организаций. 13 апреля 2020 года правительство Татарстана ввело официальный запрет на посещение храмов верующими до улучшения санитарно-эпидемиологической обстановки. Днём позже митрополит Казанский и Татарстанский Феофан призвал православных в Пасху не посещать храмы и оставаться дома.
С 14 декабря 2021 года церковь Преподобного Серафима Саровского административно входит в состав II Казанского благочиния, до этого времени она числилась в составе I Казанского благочиния.